# حزب کار (ایتالیا)
جنبش برای حزب کارگر (به ایتالیایی: Movimento per il Partito del Lavoro)، کوتاه شده به عنوان حزب کارگر، یک حزب سیاسی سوسیالیست و اتحادیه صنفی در ایتالیا بود.
در سپتامبر ۲۰۱۲ با ادغام سوسیالیسم ۲۰۰۰ (رهبر: سزار سالوی) و حزب کارگر - همبستگی (رهبر: جیان پائولو پاتا)، هر دو اعضای تشکیل دهنده فدراسیون چپ (FdS) شکل گرفت. هدف این حزب تشکیل یک حزب کارگری گسترده شامل کمونیست‌ها، سوسیالیست‌ها و اتحادیه‌های کارگری بود.